# Swedavia
A Swedavia é uma empresa pública sueca que administra e gere 10 importantes aeroportos na Suécia, com destaque para Arlanda (Estocolmo) e Landvetter (Gotemburgo). 
Foi fundada em 2010, e está sediada no município de Sigtuna, a 40 km a norte da cidade de Estocolmo.

## Os 10 aeroportos
A Swedavia gere os seguintes aeroportos:
- 1. Aeroporto de Estocolmo-Arlanda (25 milhões de passageiros; 2018)
- 2. Aeroporto de Gotemburgo-Landvetter (6 milhões de passageiros; 2018)
- 3. Aeroporto de Estocolmo-Bromma (2 milhões de passageiros; 2018)
- 4. Aeroporto de Malmo (1 milhão de passageiros; 2018)
- 5. Aeroporto de Luleå (1 milhão de passageiros; 2018)
- 6. Aeroporto de Umeå (900 mil passageiros; 2018)
- 7. Aeroporto de Åre-Östersund (400 mil passageiros; 2018)
- 8. Aeroporto de Visby (400 mil passageiros; 2018)
- 9. Aeroporto de Kiruna (200 mil passageiros; 2018)
- 10. Aeroporto de Ronneby (200 mil passageiros; 2018)